# Chaitanya Mahaprabhu
Shri Krishna Chaitanya Mahaprabhu (tiếng Bengal: শ্রীচৈতন্য মহাপ্রভু phát âm [sri.ˈt͡ʃɔiˌt̪ɔnːo mɔɦaˑprob̤u] IAST   phát âm tiếng Phạn: [ɕriː.kr̩ʂɳɐ.t͡ɕɐit̪ɐnjɐ mɐɦaːprɐb̤u] a.k.a. Mahāprabhu hay "Chúa vĩ đại") là một vị thánh người Ấn Độ sống vào thế kỷ 15 và là người sáng lập của Achintya Bheda Abheda. Những người sùng đạo coi ông là một phiên bản mở rộng của thần Krishna. Phương thức tôn thờ Krishna của Chaitanya Mahaprabhu với các bài hát và vũ điệu xuất thần đã có ảnh hưởng sâu sắc đến tôn giáo Vaishnavism ở Bengal. Ông cũng là người đề xướng chính triết học Vệ đà của Achintya Bheda Abheda. Mahaprabhu thành lập Gaudiya Vaishnavism (còn có tên khác là Brahma-Madhva-Gaudiya Sampradaya). Ông đã thuyết minh về Bhakti yoga và phổ biến việc tụng niệm thần chú Hare Krishna Maha-mantra và đã sáng tác Shikshashtakam (tám lời cầu nguyện sùng kính).
Mahaprabhu đôi khi được gọi là Gauranga hoặc Gaura do có nước da giống như vàng nóng chảy. Sinh nhật của ông được tổ chức với tên gọi Gaura-purnima. Mahaprabhu cũng được gọi là Nimai do ông được sinh ra dưới một cây sầu đâu.